# Ngong Hills

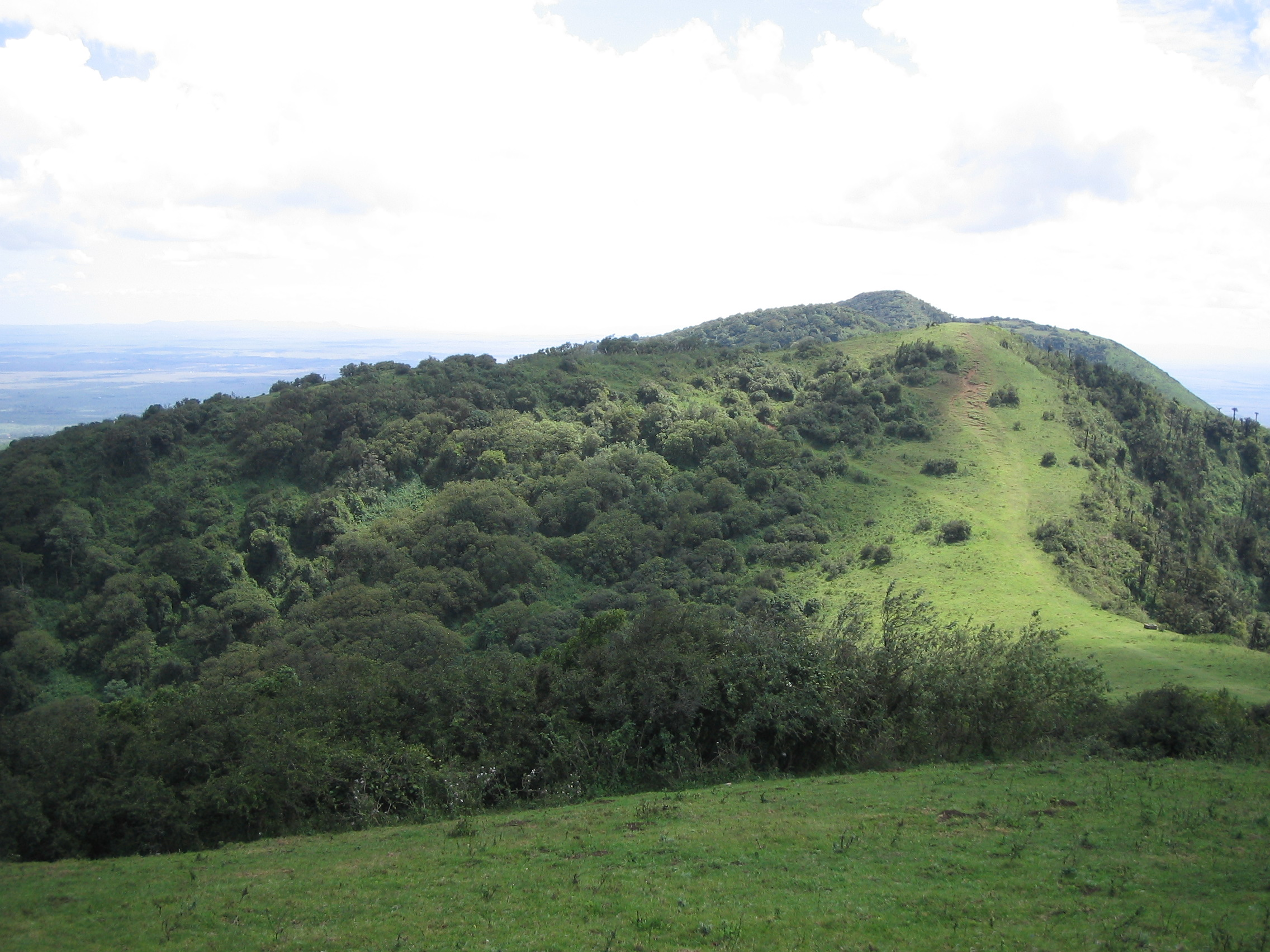
En av kullarna på Ngong Hills

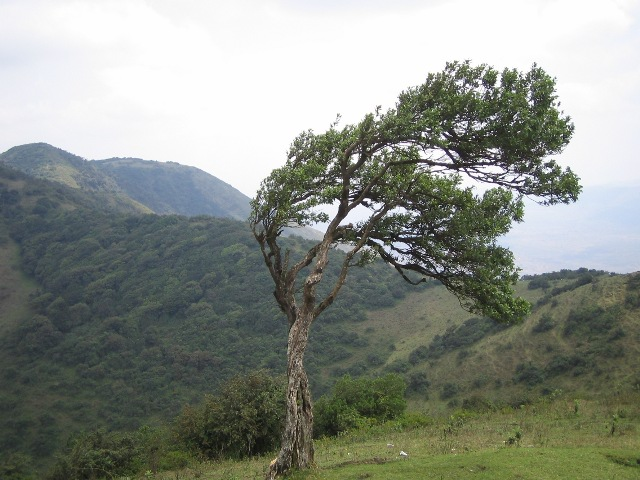
Ngong Hills, Kenya

Ngong Hills är en serie bergstoppar i Ngong sydväst om Nairobi i Kenya. Ngong kommer av maa och betyder ”knogar” – de fyra topparna liknar knogarna på en knuten hand. De har gett namn åt staden Ngong.
Ngong Hills ligger vid randen av det östafrikanska gravsänkesystemet och från topparna ser man rakt över dalen. Den högsta punkten ligger 2 460 m ö.h.
Området kring Ngong Hills var ett populärt bosättningsområde för vita farmare under kolonialtiden. Här låg bland annat Karen Blixens farm.